# Karen Tanaka
Karen Tanaka (1961) és una compositora i pianista que ha escrit extensament tant música instrumental com per a mitjans electrònics. La seva estima per la naturalesa i la seva preocupació pel medi ambient han influït bona part de la seva obra.
Nascuda a Tòquio, Japó, Tanaka va començar la seva educació musical amb classes de piano quan tenia quatre anys, seguides de classes de composició formal des dels deu anys. Va estudiar composició amb Akira Miyoshi i piano amb Nobuko Amada a l'Escola de Música Toho Gakuen. El 1986 es va mudar a París per continuar amb el treball compositiu amb Tristan Murail i com a interna a l'IRCAM. L'any següent va guanyar el Premi Gaudeamus a la Setmana Internacional de la Música d'Àmsterdam. Els anys 1990 i 1991 va estudiar amb Luciano Berio a Florència, amb el finançament de la Fundació Nadia Boulanger i amb una beca del govern japonès.
L'obra de Tanaka ha estat interpretada per orquestres de tot el món incloent l'Orquestra Simfònica de la BBC, l'Orquestra Filharmònica de Los Angeles, l'Orquestra Simfònica NHK i l'Orquestra Filharmònica de Radio France. Les companyies de dansa sovint utilitzen la seva música, com per exemple el Nederlands Dans Theater el 2008. Tanaka ha estat co-directora artística del Festival de Música Yatsugatake Kogen, prèviament dirigit pel compositor Toru Takemitsu. Actualment resideix a Santa Barbara, Califòrnia: ha estat profesora de composició a la Universitat de Califòrnia i a la Universitat de Michigan.